# Buterico
Buterico (latino: Buthericus; ... – Tessalonica, 390) è stato un generale goto naturalizzato romano, magister militum dell'imperatore Teodosio I.

## Biografia
Il nome suggerisce un'origine germanica.
Nel giugno dell'anno 390 fece arrestare a Tessalonica un famoso auriga del circo, che praticava apertamente la pederastia. Questo in base alla legge dell'imperatore che puniva con la morte il «peccato contro natura». La popolazione reagì violentemente contro l'arresto, sia per la popolarità dell'auriga, sia per odio contro i barbari. Buterico fu linciato dalla folla nel circo. 
A causa di questa uccisione, l'imperatore  Teodosio ordinò una rappresaglia: fu organizzata una gara di bighe nel grande circo della città a pochi giorni dai fatti, e, chiusi gli accessi, furono trucidate tutte le persone presenti (circa 7 000). Il vescovo di Milano, Ambrogio, la cui autorità era andata crescendo negli anni precedenti, impose all'imperatore Teodosio un pubblico atto di pentimento pena l'esclusione dalle celebrazioni eucaristiche. Teodosio si sottomise pertanto agli umilianti riti di penitenza ed in occasione del Natale del 390 fu riammesso all'eucaristia.